# Maximilien Titon
Pour les autres membres de la famille, voir Famille Titon.
Maximilien Titon (1632-23 janvier 1711), seigneur d’Ognon, des baronnies de Berre, Istres, Lançon et d’Eville, est un financier et magistrat français, directeur général des manufactures et magasins royaux d'armes sous Louis XIV, secrétaire du Roi et de ses finances, conseiller au Parlement de Paris.

## Biographie
Maximilien Titon était le fils de Claude Titon (1570-1638), maître brodeur et chef de fourrière de la Maison de la Reine, et de Geneviève Lemercier (veuve de Jean Michel, valet de chambre du roi). Il a pour parrain Sully.
Débutant comme petit armurier à Paris, mais ayant fait de mauvaises affaires, il émigre en Provence. En 1664, il fait parvenir à Louis XIV un mémoire proposant l’organisation centralisée de la fabrication des armes portatives. En effet, la France continuait alors à acheter ses armes à l’étranger, notamment à Liège, à Utrecht ou Maastricht malgré la création de fonderies et arsenaux nationaux comme Charleville, ou Saint-Étienne. De nombreux petits ateliers indépendants travaillaient également pour la couronne, sous le contrôle d’ingénieurs. Afin de régulariser la production et d'assurer le stockage des armes, le roi fait alors de Titon, qui est très lié aux Le Tellier, un entrepreneur général.
Titon fait fabriquer les armes, gère les dépôts de Paris (à l’Arsenal), de Lille, Metz et Lyon qui fournissent aux capitaines les armes dont les compagnies ont besoin, suivant le tarif fixé par le ministre. Il se fait aider par deux commis : l’armurier Carrier à Saint-Étienne et le riche négociant Toussaint Fournier à la manufacture d'armes de Charleville. Disposant également d’un réseau de commissaires, Titon, peut mener à bien le passage du mousquet au fusil, dont 600 000 exemplaires sont fabriqués en 20 ans, ce qui représente un véritable tour de force, eu égard aux procédés de fabrication de l’époque. D’ailleurs, Titon ne bénéficie pas d’un véritable monopole : les capitaines peuvent s’adresser sur place à des particuliers travaillant à Besançon, à Dunkerque, à Perpignan, à Sedan. Ses commis reçoivent les commandes, sous-traitent avec les artisans locaux puis expédient les armes à Paris pour une seconde épreuve de vérification. Les armuriers recrutent des apprentis plus nombreux, et bientôt s’engagent à ne plus travailler que pour les commis de Titon. Pour suppléer au manque de main-d’œuvre de valeur, ils doivent faire venir de Liège des ouvriers spécialisés. Titon entreprend alors de faire bâtir une fabrique d’armes, à laquelle il fournit le combustible et le fer, importé du Luxembourg et de la Bourgogne, en réalisant un gros bénéfice estimé à 35 %. Vers 1690, c’est un véritable village industriel, Nouzon, qui est élevé près de Charleville. Toutefois, au cours de la guerre de Succession d’Espagne, Titon connaît de graves difficultés financières. Il fait faillite mais n’en continuera pas moins à fournir à l’armée des armes individuelles, et son petit-fils, Louis Maximilien Titon de Villegenon, continuera son œuvre, mais avec moins de succès.
Titon fut l'initiateur du musée militaire des Invalides.
Anobli dès 1672, Titon est très tôt à la tête d’une grosse fortune qui lui permet de se porter acquéreur de la principauté de Martigues et la baronnie de Berre, mais surtout de se confectionner une belle collection de peintures entreposée dans sa demeure construite en 1673, rue de Montreuil à Paris : la fameuse « Folie Titon » . La décoration de ce magnifique hôtel, connu également sous le nom de « Titonville », fut réalisée par Charles de La Fosse, Jean Jouvenet, Jean-Baptiste Blain de Fontenay et Charles Poërson. Dans la galerie principale, des scènes de batailles étaient présentées avec des bustes et deux globes du vénitien Vicento Maria Coronelli. Si Titon aimait la sculpture ancienne et possédait une réplique du Laocoon, sa collection était néanmoins dominée par la peinture. On y trouvait l’Adoration des mages de Nicolas Colombel (1704, New Orléans, museum of arts) et Le portement de croix de Bon Boullogne (anciennement dans la Galerie Heim à Londres). Il est donc tout naturel qu’il se soit adressé au jeune Rigaud, peut-être même conseillé dans ce choix par Le Brun. Quant aux liens entre Titon et Pierre Drevet, ils sont attestés par la signature du modèle au contrat de mariage du graveur en 1696.

## Vie familiale

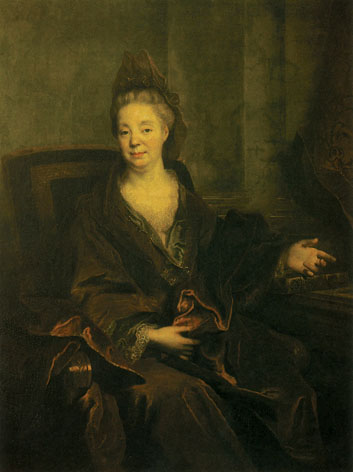
Mme Titon, Marguerite Bécaille, par Nicolas de Largillierre.

Frère de Jean et de Marie Titon, Maximilien avait épousé à Paris le 22 février 1656, Marguerite Bécaille (morte le 17 novembre 1721), fille de Jean Bécaille, juré porteur de grain et de Marguerite-Michelle de La Porte. Elle fut la fondatrice de la maison et couvent des Dames Hospitalières de l'Ordre de Saint-Augustin à Saint-Mandé près de Vincennes.
Le couple aura sept enfants : Évrard Titon du Tillet, auteur du Parnasse français ; Jean-Jacques Titon du Plessis, conseiller du Roi, maître ordinaire en la Chambre des comptes de Paris et doyen des conseillers en l'hôtel de ville de Paris, Marie-Angélique (épouse de Zacharie Morel de La Brosse) ; Geneviève (épouse de Jean Baptiste Le Féron) ; Marie-Thérèse (épouse de Louis Joseph Daquin) ; Louis-Maximilien, conseiller, procureur du roi et de la ville de Paris, et Claude Roch, chanoine.

### Galerie

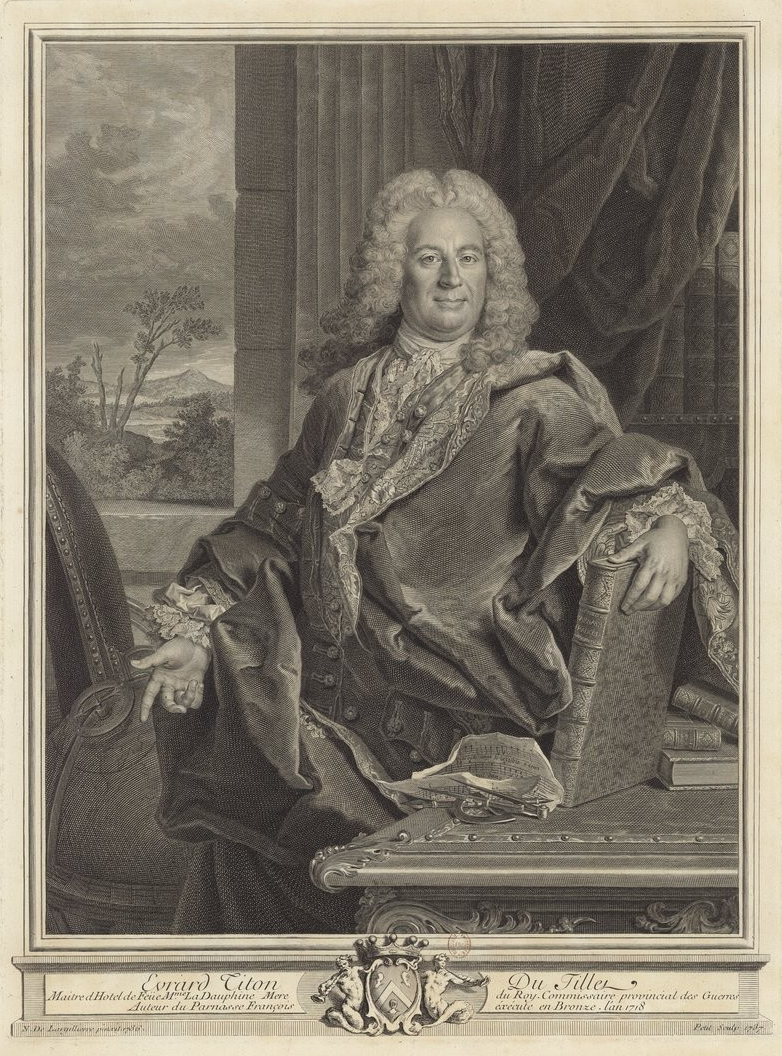
Évrard Titon du Tillet (1677-1762), auteur du "Parnasse Français", par Nicolas de Largillierre. Fils de Maximilien.
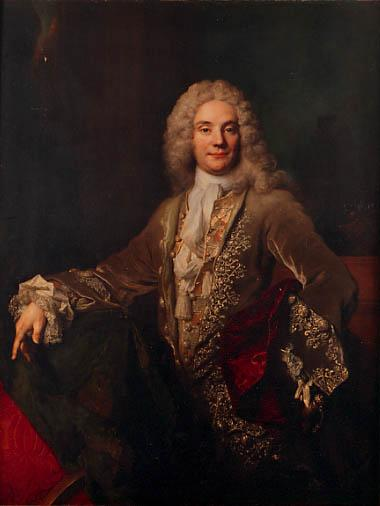
Pierre-Joseph Titon (1686-1758), seigneur de Cogny par Nicolas de Largillierre. Petit-fils de Maximilien.
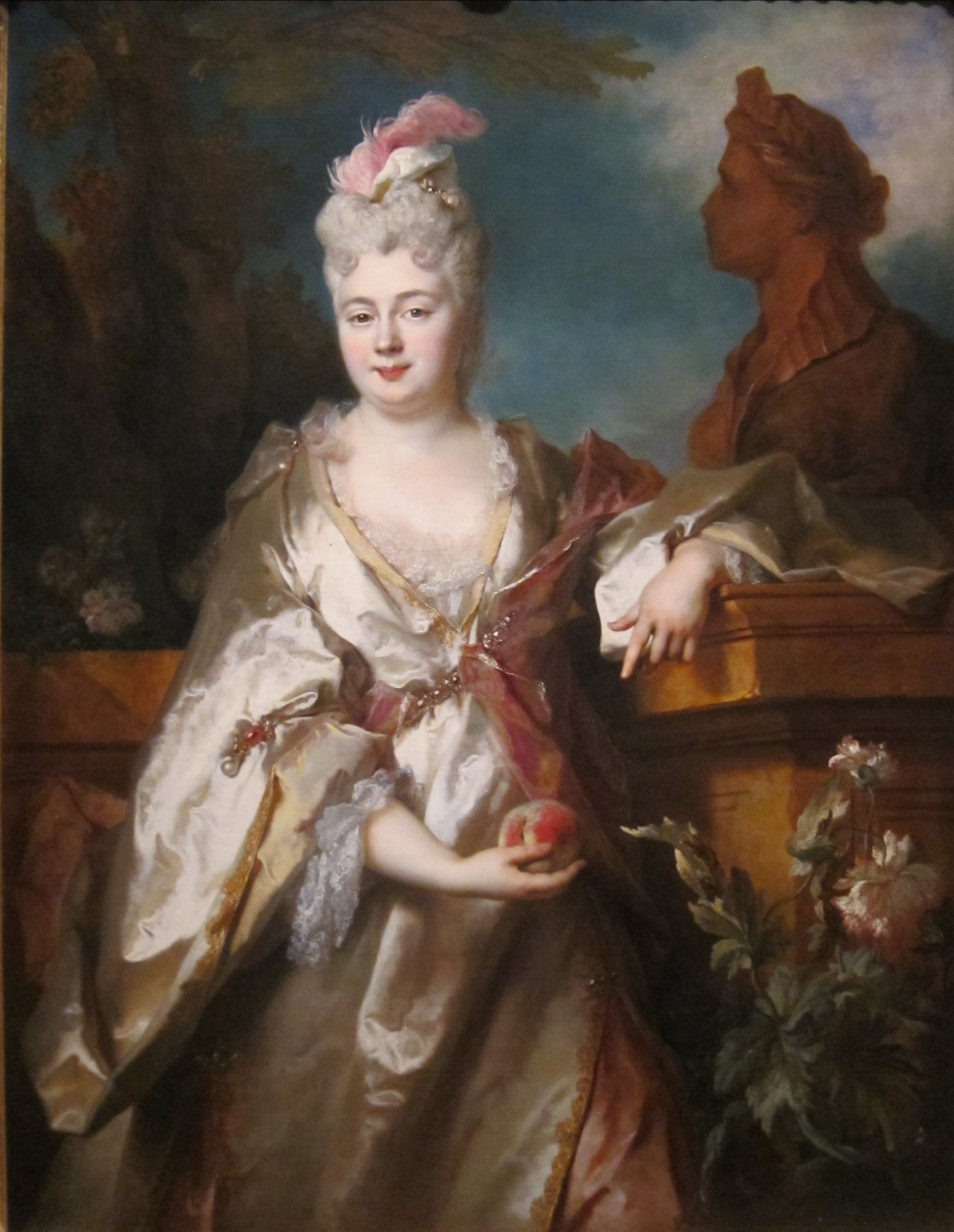
Jeanne-Cécile Le Guay de Montgermon, Mme de Cogny par Nicolas de Largillierre épouse de Pierre-Joseph

## Postérité
- Rue Titon dans le 11e arrondissement de Paris

### Sources
- François Bonnefoy,  Maximilien Titon, directeur général des Magasins d'armes de Louis XIV, et le développement des armes portatives en France , 1986